# Lates microlepis
Lates microlepis är en fiskart som beskrevs av Boulenger, 1898. Lates microlepis ingår i släktet Lates och familjen Latidae. IUCN kategoriserar arten globalt som starkt hotad. Inga underarter finns listade i Catalogue of Life.